# Новина (жанр)
Нови́на — жанр псевдофольклорных (или фейклорных) авторских произведений, подражающих былинам, создававшихся в СССР в 1930—1950 гг. как часть массовой культурной политики, в которых современная тематика сочетается с архаическими образами традиционного эпоса.
Былинные богатыри и другие типичные фольклорные образы в новинах заменялись на советских вождей и других деятелей большевистской партии: Ленина, Сталина, Ворошилова, Папанина, Чкалова и др. Всего известно более 600 текстов новин.
Тем не менее былинной формой в послеоктябрьский период воспользовались и противники большевиков, где богатыри борются с Кривдой и Антихристом, олицетворяющими действия новой советской власти.

## Происхождение термина
Фрэнк Миллер в своей книге «Сталинский фольклор» отметил, что термин «новина» впервые был употреблён самой прославленной исполнительницей фольклора в 1930-х годах Марфой Крюковой, которая использовала его, чтобы отличить собственные произведения от традиционных песен — «старин». В дальнейшем термин «новина» употреблялся фольклористами для обозначения новых поэтических произведений.

## История появления
В дореволюционной России сказители былин занимали довольно высокое положение в обществе. Их высоко чтили в их местности, что позволяло многим из них зарабатывать на жизнь в качестве профессиональных исполнителей.
В начале девятнадцатого столетия были изданы первые сборники русского фольклора, что пробудило интерес в обществе, в том числе и в среде интеллигенции, к народным традициям.
Писатели XIX века, например, А. С. Пушкин, ссылались в своих произведениях на народную традицию, черпали в фольклоре темы и даже создавали имитации народных сочинений. Примером такого произведения может служить «Сказка о царе Салтане».
В конце XIX — начале XX вв. былины, плачи и эпические песни публично исполнялись на улицах городов, что также свидетельствует о значительном интересе общества к устной народной традиции.
Таким образом, к началу XX века русская фольклористика уже сформировалась как отдельная и зрелая отрасль литературы.
После Октябрьского переворота, традиционные жанры русского фольклора стали постепенно отмирать, несмотря на то, что правительство в течение первых десяти лет после революции практически не вмешивалось в устные народные творческие традиции. Фольклористы отмечали падение общественного интереса к устному народному творчеству: молодое поколение не испытывало в нём потребности и с равнодушием относилось к его исчезновению.

Однако в 1931 г. ведущий русский фольклорист Юрий Соколов внёс необычное предложение в статье, опубликованной в журнале «Литература и марксизм»:
«Поскольку устное поэтическое творчество есть одна из областей словесного искусства, актуальные задачи современного рабочего и колхозного фольклора — те же, что и актуальные задачи пролетарской литературы. Осуществляя классовое планомерное руководство литературой, было бы непоследовательно оставлять устное творчество на произвол стихии, — необходимо, чтобы и в устном творчестве пролетарское сознание подчинило себе стихийный процесс».
 Тем самым, Соколов предложил начать управление фольклором для его идеологизации.
Огромное значение для фольклористики имело и выступление Максима Горького на Первом съезде советских писателей, в котором он подчеркнул связь устного народного творчества с желанием людей облегчить свой труд и повысить его продуктивность.
После речи Горького партийное руководство начало поощрять собирание и распространение фольклора, полагая, что его «правильное» использование поможет росту патриотических настроений. Фольклор широко популяризировался в школах, газетах, по радио, а исполнители фольклора вновь вошли в число именитых граждан.
Уже к концу 1937 г. большинство исполнителей устного народного творчества были привлечены к распространению партийной идеологии в массах, а в 1939 г. Соколов обратился к ним с призывом создавать новые произведения, которые «всему народу показали бы все величие нашей эпохи».
Сказители и фольклористы в своих новых произведениях — сказках, песнях, плачах, былинах и т. д. — восхваляли правителей и героев СССР, а один из ведущих фольклористов Н. П. Андреев заявил, что новая поэзия создаётся по тем же законам, по каким складывались русские былины столетия тому назад.
Большое внимание в таких произведениях уделялось научно-техническому прогрессу, индустриализации и коллективизации. Центральное место среди героев новин занимали Сталин и Ленин, а также Киров, Чкалов, Ворошилов.
Подобно сказителям прошлых лет, авторы новин приукрашивали действительность, называя, например, московское метро подземным царством, сельскохозяйственную выставку — райским садом.
Немало новин было посвящено агрессии Японии на Дальнем Востоке, а затем — Великой Отечественной войне. Во время войны сказители ездили на фронт и выступали перед бойцами, изображая победу Советского Союза в войне и восстановление народного хозяйства.

## Новины
Одной из самых известных сказительниц новин была Марфа Семёновна Крюкова. В 1939 году был опубликован сборник её сочинений «Новины», включающий 14 её наиболее известных работ, в числе которых:
1. «Сказание о Ленине»
2. «Чапай»
3. «Клим да свет Ефремович»
4. «На родине вождя»
5. «Поколен-Борода и ясные соколы»
6. «Сказание про полюс»
7. «Не един славный богатырь в советской стране»
8. «Пропеваньице про сочинителя премудрого»
9. «Про нашего помора, первого филостоха-мудреца, про Михайла Ломоносова»
10. «Красной Армии честь-славушка великая»
11. «Славна каменна Москва»
12. «Мое побываньице у трех морей»
13. «Широка-велика страна наша колхозная»
14. «Здравствуй, морюшко Белое»[7].

Произведения Марфы Крюковой повествуют о биографии советских руководителей, подвигах военачальников, деятелях советской и русской культуры, а также об освоении Арктики.
Так, в новине «Поколен-Борода и ясные соколы» переданы основные обстоятельства экспедиции на пароходе «Челюскин», а также описан эпизод спасения её участников:
День идет ко вечеру,

Соньце катится ко западу,

Загудела, зашумела птица прилетная,

Птица прилетная, советский богатырь, ясный сокол.
Описана также и встреча челюскинцев со Сталиным:
Выходил же тут сам Сталин-свет <…>

Во-первых, целовал дитя малого,

Во-вторых, целовал Поколен-Бороду,

Во-третьих целовал ясных соколов…
Также одним из известных исполнителей новин был Пётр Иванович Рябинин-Андреев. В числе прочих, известны следующие его произведения:
1. «Былина о Ворошилове»
2. «Былина о Чапаеве»
3. «Былина о Сталине»
4. «Былина о Тойно Антикайнене» — финне, герое Гражданской войны.

В новинах Рябинина-Андреева заметно влияние традиционного фольклора. Они представляют собой компиляцию собственных сочинений автора, общих мест, встречающихся во всех былинах, и эпизодов конкретной былины:
Припускали коней богатырских

На тую ли Волгу, Волгу-матушку,

Да к тому ли Дону, Дону тихому,

Да на тую ли рать-силу великую,

Да на тую ли силу неприятеля.
— Былина о Сталине
Расскажите мне, удалы добры молодцы,

Добры молодцы, колхозные стахановцы,

Как справляетесь с заданием правительства?— Былина о Ворошилове
Помимо М. С. Крюковой и П. И. Рябинина-Андреева известны также и другие сказители и сочинители новин: Н. В. Кигачев, Е. С. Журавлев, А. М. Пашков, М. К. Рябинин.

## Исчезновение новин
После смерти Сталина в 1953 г. новины, как и весь советский фольклор, подверглись осуждению. В этом году вышел целый ряд статей, подвергавших критике советскую фольклористику и утверждавших отсутствие советского фольклора как такового.
Некоторые фольклористы были вынуждены раскаяться и раскрыть секреты создания советских фольклорных произведений. Они отмечали, что написание новин было чисто механическим: брали существующую былину, а затем заменяли в ней имена героев. Исследователи начали называть подобные произведения не фольклором, а псевдофольклором. Почти все новины, опубликованные до смерти Сталина, были признаны либо подделками, либо отнесены к художественной литературе.
В 1960-е гг. разоблачение фальсификаций продолжилось. Исследователи отмечали, что при Сталине учёт и запись подлинно народных произведений не вёлся. Вместо этого, устное народное творчество было заменено индивидуальным и письменным, что нельзя приравнивать к фольклору.
Фактически, жанр новин был осуждён, а фольклористы, их сочинявшие, раскаялись и попытались оправдаться, объяснив сочинение и публикацию новин политической обстановкой 1930-х годов.

## Влияние и отражение в медиа
Такое явление как новины привело к появлению дискуссии в советской фольклористике по поводу сущности фольклора. Во второй половине 1950-х годов фольклористы и литературоведы обсуждали, что можно считать фольклором, является ли советский фольклор истинно народным или же относится к псевдофольклору, должен ли фольклор быть только устным и только плодом коллективного народного творчества.
В это время появилось множество работ по этим вопросам: «Творческая беспомощность и отсебятина» А.Бочарова, «Что считать советским фольклором?» Белецкого, Жарких и Самарина, «Русская советская поэзия и народной творчества» П. С. Выходцева и другие. Дискуссия продолжилась в 1960-х годах.
В целом, большинство исследователей пришло к выводам, что фольклор — это творчество, создаваемое, хранящееся и исполняющееся исключительно устно и коллективно. К такому же выводу пришла и секция литературы и языка Академии Наук, которая в 1959 г. официально постановила: «Основным специфическим признаком фольклора большинство советских фольклористов считает коллективность творческого процесса. Другие признаки — устность, массовость, традиционность, вариантность, анонимность и др. — рассматриваются в органической связи с коллективностью».
Также, несмотря на псевдофольклорный характер, новины популяризировали жанр былин как таковой. Российский филолог и фольклорист Александр Панченко считает, что сохранившееся в отечественной фольклористике положение былин (а не, например, сказок) как главного жанра русского фольклора можно объяснить использованием именно этого жанра в советское время для обслуживания идеологии.
В 2016 году на сайте и YouTube-канале просветительского проекта «Арзамас» вышел курс лекций «Русский эпос», одна из лекций которого была посвящена новинам.
В 2015 году на сайте подобного проекта «ПостНаука» вышла лекция Александры Архиповой «Взаимодействие власти и фольклора», в которой также рассматривалось такое явление как новины.

## Критика и альтернативные точки зрения
Т. Г. Иванова в своей работе «О фольклорной и псевдофольклорной природе советского эпоса» утверждает, что «в просоветсконастроенной среде складывались и произведения нарративного, то есть эпического, характера». На этом основании Иванова квалифицирует ряд «русских народных сказок» о Ленине и гражданской войне в качестве «образцов подлинного фольклора», а не псевдофольклора. Тем не менее Иванова отмечает, что основной пласт советского фольклора является псевдофольклором.